# One Night in Chicago
One Night in Chicago è il primo album discografico del gruppo musicale statunitense Cygnus and the Sea Monsters, pubblicato nel 2006 dall'etichetta discografica MP4 Records.

## Il disco
L'album è interamente composto da cover dei Rush, in parte rivisitate in chiave progressive metal.

## Tracce
1. 2112 – 20:41
2. Cygnus X-1 – 11:00
3. Hemisferes – 17:53
4. YYZ – 9:07

## Formazione
- Jason McMaster - voce (2003-2006)
- Paul Gilbert - chitarra (2003-2006)
- Bert Baldwin - tastiera (2003-2006)
- Sean Malone - basso (2003-2006)
- Mike Portnoy - batteria (2003-2006)